# Satsop
Satsop est une localité américaine dans le comté de Grays Harbor, dans l'État de Washington. Cette census-designated place est située sur la rive orientale de la Satsop River.
On y trouve la centrale nucléaire de Satsop, construite en 1977 mais jamais entrée en service.